# Route 18 (Île-du-Prince-Édouard)
La Route 18, aussi connue comme Cape Bear Road, est une route secondaire de 23,9 km (14,9 mi) située dans l'est de l'Île-du-Prince-Édouard. Son terminus sud est à l'intersection avec la route 4 à High Bank et son terminus nord est à la jonction de la même route à Murray River.

## Description du tracé
La route débute à son terminus sud et se dirige vers l'est jusqu'à Guernsey Cove où elle bifurque vers le nord-est. Elle atteint Cape Bear et tourne vers le nord-ouest, puis vers l'ouest. Elle passe par Beach Point et Murray Harbour avant de prendre fin à Murray River, plus à l'ouest.

## Intersections majeures
| Comté                 | Ville     | km                                          | Destinations                                   | Notes                                  |
| --------------------- | --------- | ------------------------------------------- | ---------------------------------------------- | -------------------------------------- |
|                       | High Bank | 0,00                                        | Route 4 – Wood Islands, Murray River, Montague | La Route 18 sud devient la Route 4 sud |
| Guernsey Cove         | 5,30      | Route 18A nord – Murray Harbour             | Terminus sud de la Route 18A                   |                                        |
| Murray Harbour        | 16,90     | Route 18A sud – Wood Islands, Guernsey Cove | Terminus nord de la Route 18A                  |                                        |
| Murray River          | 23,90     | Route 4 – Wood Islands, Murray River        |                                                |                                        |
| - Transition de route |           |                                             |                                                |                                        |

## Route 18A
La Route 18A est une route auxiliaire de la route 18. Elle parcourt 2,9 km (1,8 mi) entre Guernsey Cove et Murray Harbour. La route ne compte aucune intersection majeure à l'exception de ses deux extrémités avec la route 18.